# Rhodacarus clavulatus
Rhodacarus clavulatus är en spindeldjursart som beskrevs av Athias-Henriot 1961. Rhodacarus clavulatus ingår i släktet Rhodacarus och familjen Rhodacaridae. Inga underarter finns listade i Catalogue of Life.